# أوبارفيلييه - بانتان - كاتر شومان (مترو باريس)
أوبارفيلييه - بانتان - كاتر شومان (بالفرنسية: Aubervilliers – Pantin – Quatre Chemins) هي محطة مترو تابعة لمترو باريس تقع في فرنسا في أوبرفيليي.[بحاجة لمصدر]